# Reducto Americano

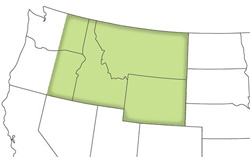
Mapa que muestra las fronteras del Reducto Americano: en la parte noreste, el estado de Montana; en la parte sudeste, el estado de Wyoming; Idaho en el centro; la zona oriental de Washington en el noroeste y la zona oriental de Oregón en el sudoeste

El Reducto Americano o American Redoubt es un movimiento de migración política originalmente propuesto en el año 2011 por el novelista y bloguero survivalista James Wesley Rawles que designó tres estados en el noroeste de los Estados Unidos, (Idaho, Montana, Wyoming), y partes adyacentes de otros dos estados (el este de Oregon, y el este de Washington) como una zona segura para cristianos y judíos conservadores o libertarios. Kim Murphy, un periodista de  The Los Angeles Times apunta una de las motivaciones del movimiento: «Para un creciente número de personas, es el punto designado de retirada cuando la economía americana se vaya a pique. Cuando los bancos caigan, el gobierno declare la ley marcial, la red eléctrica se venga abajo.» El mismo artículo identifica a Rawles como el «gurú del movimiento».  Resumiendo sus razonamientos para plantear la reubicación estratégica, Rawles declaró: «A menudo me preguntan por qué es tan importante para mí escoger cristianos conservadores, judíos mesiánicos o judíos ortodoxos como vecinos. La pura verdad es que en un colapso social, habrá un auténtico vacío de poder. En esas circunstancias, con pocas excepciones, será sólo el temor de Dios lo que se continuará respetando. Escoge a tus vecinos sabiamente».
El concepto de Reducto Americano se basa fundamentalmente en la Filosofía Survivalista Rawlesiana incluido el postulado de que «el racismo ignora la razón». James Rawles es abiertamente antirracista y se ha manifestado a favor de la existencia del estado de Israel. Una muestra de las ideas de Rawles se recoge en esta entrada de su blog de 2010, titulada «Lest Any Man Should Boast: A Christian Survivalist Perspective on Race, Religion, and Reason»:
"A menudo recibo cartas y correos electrónicos insultándome por ser antirracista. A estas comunicaciones las llamó 'asco-gramas'. Recibo varios de estos cada semana. Algunos tipos, parece, se ven profundamente ofendidos porque yo veo a todas las personas iguales. La verdad es que la gente debería ser juzgada individualmente. (Este es uno de mis postulados fundamentales). Cualquiera que hace declaraciones en general sobre otras razas ignora que hay buenos y malos en todos los grupos. No hay una superioridad inherente a un tono de piel o rasgo facial, no más de la que hay en un color de pelo particular. He aceptado el Gran Encargo con sinceridad. Dice: 'Repartíos entre todas las naciones', y significa exactamente eso, todas las naciones. Los elegidos de Dios provienen de todas las naciones de la tierra. El color de piel no importa. También es notable que el cristianismo empezó como una religión de personas semíticas, y por la gracia de Dios, se extendió por todo el mundo. No es una 'religión de blancos', como algunos racistas querrían. A menudo me preguntan, '¿No estás orgulloso de ser blanco?'. No, no estoy particularmente orgulloso de ser blanco, no más de lo que estoy particularmente orgulloso de tener una pronunciada protuberancia occipital externa (también conocida como 'chichón de Anatolia') en la parte posterior de mi cabeza. Es sólo producto de la genética. ¿Y qué? ¿Qué pasa? Pero tampoco me siento culpable o avergonzado de ser blanco, como parece sucederles a algunos liberales. ¿Supone alguna diferencia en mi relación con Dios? Ciertamente no. Por supuesto, muchos de los avances científicos de los tiempos modernos fueron realizados por algunos creativos hombres blancos hoy muertos. Pero de nuevo, ¿todas las maravillas de la civilización occidental significarán algo cuando me encuentre con el Hacedor? No. Sólo una cosa importa: si he aceptado o no a Cristo como mi Señor y Salvador. Esta es una distinción que puedo compartir y compartiré con aborígenes, ainus y hotentotes. Estoy orgulloso de ser un cristiano, que, por casualidad, es blanco".
En una entrevista de G. Jeffrey MacDonald publicado por el St. Louis Post-Dispatch, se citaban las siguientes palabras de Rawles: "Es hora de distanciarnos de la vil corrupción que vemos en Washington, D.C., Beltway.... [El movimiento Reducto Americano] es análogo al éxodo de los puritanos (de Europa). No encajaban, y dijeron, 'Vamos a irnos a un territorio completamente virgen y empezar de cero'... En efecto, nos estamos convirtiendo en Amish con pistolas".
Rawles defiende una consolidación demográfica gradual a través de la migración política al Reducto Americano, pero predice que el gobierno federal "aplastará" cualquier estado que intente
separarse del orden político establecido. Rawles también afirma que "la gente que se da cuenta de que son de los últimos de los cristianos, que son elegidos de Dios, en número creciente, escogerá votar con sus pies".

## Acogida
En 2011, el concepto del Reducto Americano fue avalado por Chuck Baldwin candidato presidencial del Partido de la Constitución, quien se trasladó con su numerosa familia al oeste de Montana. También inspiró el lanzamiento de un pódcast semanal por el periodista cristiano libertario John Jacob Schmidt, llamado Radio Free Redoubt (Radio Reducto Libre), y una red de radiooperadores voluntarios y aficionados llamada AmRRON (the American Redoubt Radio Operators Network) establecida en 2012.  También inspiró el lanzamiento del blog y podcast semanal del periodista católico libertario Alex Barron, llamado Charles Carroll Society, Alex Barron es el autoproclamado 'Bardo del Reducto Americano', y expresa un punto de vista católico tradicionalista, conservador constitucionalista y patriota americano. Según Alex Barron, "Jim Rawles acuñó el término, pero en la actualidad es sencillamente un concepto, llamado migración política. Hay muchos grupos que lo han hecho a lo largo de la historia: protestantes y otras minorías religiosas escapando de la iglesia católica en Europa (supongo que serían realmente migraciones religiosas, pero ya me entienden), librepensadores escapando de los reyes protestantes de Inglaterra. Nativos americanos emigrando al Oeste para escapar de la colonización europea (supongo que era limpieza étnica forzada, pero de nuevo espero que me entiendan). Americanos de ascendencia africana escapando del Sur (¿emigración racial?). Muchos, muchos grupos han emigrado por diversas razones incluyendo razones políticas. El Reducto Americano es para cristianos y judíos amantes de las libertades y tradicionalistas en política que emigran de estados abiertamente laicos y progresistas. Aparte de inspirar Radio Free Redoubt, han surgido varias empresas orientadas al Reducto Americano, como American Redoubt Realty, Survival Retreat Consulting, y StrategicRelocationBlog.
En febrero de 2012, The Seattle Times afirmaba que el movimiento del Reducto Americano estaba atrayendo a "un creciente número de personas", aunque, citando analistas anónimos, concluía que por el momento "no todos han llegado tan lejos" como para mudarse a la zona. En abril de 2012, el columnista de economía y artes del The Ferry County View, un semanario de Republic, Washington (que queda dentro de la región del Reducto) se mostraba crítico con el movimiento del Reducto, afirmando que estaba dirigido por el miedo. Por el contrario, en octubre de 2013, The 700 Club emitía en sus noticias una opinión a favor del concepto de relocalización del Reducto Americano. En un aparte del reportaje mencionaba cómo el crecimiento del movimiento incluso había inspirando la emisión de monedas de plata.
El 14 de octubre de 2013, la Christian Broadcasting Network informó del tema en las noticias de su televisión y con un artículo sobre el Reducto Americano titulado 'Reducto: el Noroeste, un puerto seguro para los americanos indignados' (Redoubt: Northwest a Haven for Dismayed Americans).  En el artículo se apuntaba que "... algunos cristianos americanos conservadores están tan indignados con la dirección que toma el país que están buscando un lugar seguro para sus familias. Lo llaman el "Reducto Americano". El reverendo Westbrook continúa diciendo que "pienso que la gente se da cuenta de que están acercándose tiempos difíciles. Y es el momento de pensar sobre la situación, es el momento de pensar acerca de cómo viven ahora, y la seguridad de su familia, la estabilidad de la sociedad y cómo van a afrontar todo eso... Pero estoy viendo algo más", continuaba. "Se trata de que más y más gente está dándole vueltas a la ide de volver a la tierra, de vivir de una manera más sencilla y natural".
Es difícil cuantificar el número de personas que están emigrando motivados por el concepto del Reducto Americano. En una entrevista reciente en el podcaste de Charles Carroll Society, su ideólogo James Rawles estimaba su número "en varios miles, pero es difícil cuantificarlo, porque la gran mayoría de la gente que está emigrando son preppers, que son por naturaleza muy reservados. De todos modos, como una evidente y anecdótica prueba está el crecimiento de la parroquia Liberty Fellowship del reverendo Chuck Baldwin en Kalispell, Montana, donde el crecimiento ha sido espectacular, y muchas de las familias llegan de estados muy alejados del Reducto.”